# Возвращение домой (телесериал, 2000)
Возвращение домой (англ. Going Home) — австралийский драматический сериал произведенный SBS. Трансляция проходила с 22 мая 2000 по 24 августа 2001 года. Сериал был закрыт после двух сезонов, в итоге было снято 130 эпизодов.

## Сюжет
Группа постоянных пассажиров ежедневно ездит на одном и том же поезде домой с работы. На протяжении каждой серии они обсуждают последние события и новости дня, а также разворачивающиеся драмы в их жизни.

## В ролях
В самом конце сезона 2001 года мы видим австралийского актёра Стюарта Раве, до сериала «Курьеры Свифт и Шифт», в одной из своих самых ранних ролей в роли молчаливого футбольного фаната.
Основной состав состоял из 9 актёров которые появились во всех 130 сериях.

### Основной состав
- Камилла А Кин — Наджетт Малек
- Артур Энджил — Стефано Паппадопулос
- Дэвид Каллан — Ноэль Джонстон
- Джейсон Чонг — Кван Дэвид Ли
- Ронда Дойл — Тиффани Паркер
- Брайан Миган — Колин Томпсон
- Джон Гибсон — Майк Кортез
- Лин Пирс — Пэм Кофлан
- Кристина Тотос — Поппи Савва

### Второстепенный состав
- Киран Дарси-Смит — Сталкер
- Леонид Добринский — Железнодорожный охранник
- Мишель Форнасье — Шерон
- Дэймон Геймо — Шейн
- Стюарт Раве — Молчаливый футбольный фанат

## Производство
Написание сценария, съёмки, монтаж и трансляция серий проходили в один и тот же день. Так как съёмки сериала проходили утром, показ сериала осуществлялся в 7:30 вечера. Съёмка сериала проходила в ночном пригородном поезде. Персонажи сериала обсуждали реально происходившие ситуации и новости.
Приветствовалась и обратная связь со зрителями, предложения по сюжету и введению новых персонажей, которые регулярно включались в последующие эпизоды, предложения фанатов принимались на сайте сериала. Во время съёмок диалоги актёров в основном, по просьбе режиссёров были импровизацией. Сериал был снят в стиле реалити-шоу с помощью ручных камер.
Вся съёмочная команда была одета в чёрное, чтобы не отражаться в окнах поезда.

## Адаптации
Концепция была использована и в других странах:
- В Канаде — Поезд 48 (2003—2005), вышло 318 эпизодов по 25 минут каждый.
- Во Франции — Поезд (2004—2005), вышло 190 эпизодов по 8 минут каждый.
- В Италии — Туда и обратно (2006—2007), вышло 148 эпизодов по 10 минут каждый.